# Jutatip Maneephan
Jutatip Maneephan, née le 8 juillet 1988 à Roi Et, est une coureuse cycliste thaïlandaise. Active sur piste et sur route, elle a notamment été médaillée d'or de la course en ligne des Jeux asiatiques de 2014. Elle a représenté la Thaïlande lors de la course sur route des Jeux olympiques de 2012 et de 2016, sans parvenir à l'arrivée.

## Palmarès sur route

### Par années
- 2009
  -  Médaillée d'or de la course en ligne des Jeux d'Asie du Sud-Est
- 2010
  -  Médaillée de bronze du championnat d'Asie sur route
- 2011
  -  Médaillée de bronze du championnat d'Asie sur route
  - 3e du championnat de Thaïlande sur route
- 2012
  - 1re étape du Tour de Thaïlande
  - 2e du Tour de l'île de Zhoushan
  -  Médaillée de bronze du championnat d'Asie sur route
- 2013
  -  Médaillée d'argent de la course en ligne des Jeux d'Asie du Sud-Est
- 2014
  -  Médaillée d'or de la course en ligne des Jeux asiatiques
  - 1re étape du Tour de Thaïlande
  - 2e du Tour de Thaïlande
  -  Médaillée d'argent de la course en ligne des Jeux d'Asie du Sud
  - 4e du championnat d'Asie sur route
- 2015
  - Championne de Thaïlande sur route
  - Championne de Thaïlande du contre-la-montre
  -  Médaillée d'or du critérium des Jeux d'Asie du Sud-Est
  -  Médaillée d'argent de la course en ligne des Jeux d'Asie du Sud-Est
- 2016
  - Tour d'Udon
    - Classement général
    - 1re et 2e étapes

  - Udon Thani's 123rd Anniversary International Cycling
- 2017
  -  Médaillée de bronze du critérium des Jeux d'Asie du Sud-Est
- 2018
  - 1re et 3e étapes du Tour de Thaïlande
- 2019
  - Tour de Thaïlande : 
    - Classement général
    - 1re et 3e étapes

  - 1re étape de The 60th Anniversary Thai Cycling Association
  - The 60th Anniversary Thai Cycling Association-The Golden Era Celebration
  - 2e du Tour de l'île de Chongming
  - 2e de The 60th Anniversary Thai Cycling Association
- 2020
  - Tour de Thaïlande : 
    - Classement général
    - 1re et 2e étapes
- 2020
  - 3e étape du Tour de Thaïlande
  - 3e du Tour de Thaïlande
- 2022
  -  Médaillée d'or du critérium des Jeux d'Asie du Sud-Est
  - Championne de Thaïlande sur route
  - 1re et 3e étapes du Tour de Thaïlande
- 2023
  -  Médaillée d'or du critérium des Jeux d'Asie du Sud-Est
  - 1re, 2e et 5e étapes de la Biwase Cup
  - 1re étape du Tour de Thaïlande
  -  Médaillée d'argent de la course en ligne des Jeux d'Asie du Sud-Est
  -  Médaillée de bronze du championnat d'Asie sur route
  -  Médaillée de bronze de la course en ligne aux Jeux asiatiques
- 2024
  - 1re étape de la Biwase Cup
  - Tour de Thaïlande : 
    - Classement général
    - 3e étape
- 2025
  -  Championne d'Asie sur route
  - 1re étape du Tour du Viêt Nam
  - Tour de Thaïlande : 
    - Classement général
    - 1re, 2e et 3e étapes

### Classements mondiaux
| Année                                 | 2010 | 2011 | 2012 | 2013 | 2014 | 2015 | 2016 | 2017 | 2018 | 2019 | 2020 | 2021 | 2022 | 2023 | 2024 |
| ------------------------------------- | ---- | ---- | ---- | ---- | ---- | ---- | ---- | ---- | ---- | ---- | ---- | ---- | ---- | ---- | ---- |
| Classement UCI                        | 105e | 93e  | 58e  | 260e | 91e  | 132e | 92e  | nc   | 170e | 30e  | 61e  | 679e | 211e | 95e  | 162e |
| UCI World Tour                        |      |      |      |      |      |      | 130e | nc   | 113e | 39e  | nc   | nc   | nc   | nc   | 160e |
|                                       |      |      |      |      |      |      |      |      |      |      |      |      |      |      |      |
| Légende : nc = non classéSource : UCI |      |      |      |      |      |      |      |      |      |      |      |      |      |      |      |

## Palmarès sur piste

### Championnats du monde
- Manchester 2008
  - 16e du 500 mètres
- Pruszków 2009
  - 19e du keirin
  - 22e du 500 mètres
- Copenhague 2010
  - 12e de la vitesse par équipes
- Apeldoorn 2011
  - 19e de l'omnium

### Championnats d'Asie
- Bangkok 2007
  -  Médaillée de bronze de la vitesse par équipe
- Nara 2008
  -  Médaillée de bronze du keirin
- Tenggarong 2009
  -  Médaillée de bronze de la vitesse par équipe
  -  Médaillée de bronze du keirin
- Nakhon Ratchasima 2011
  -  Médaillée de bronze de l'omnium
  -  Médaillée de bronze du scratch

### Jeux d'Asie du Sud-Est
- Nilai-Putrajaya 2017
  -  Médaillée d'or de l'omnium